# Новочерніговський
Новочерніговський (рос. Новочерниговский) — селище у Нагайбацькому районі Челябінської області Російської Федерації.
Входить до складу муніципального утворення Паризьке сільське поселення. Населення становить 183 особи (2010).

## Історія
Згідно із законом від 9 липня 2004 року органом місцевого самоврядування є Паризьке сільське поселення.

## Населення
| 2002 | 2010 |
| ---- | ---- |
| 312  | ↘183 |